# Hervé This
Hervé  This (nascido em 1955 em Suresnes, Hauts-de-Seine) é um físico e químico francês que trabalha para o Instituto Nacional de la Recherche Agronomique, em Paris (França). Sua principal área de pesquisa científica é a gastronomia molecular, que é a ciência dos fenômenos culinários (mais precisamente, à procura de mecanismos de fenômenos que ocorrem durante as transformações culinárias).
Com Nicholas Kurti, ele cunhou o termo científico "Gastronomia Molecular e Física", em 1988, que ele encurtou para "Gastronomia Molecular" após a morte Kurti, em 1998. Formado pela École supérieure de physique et de chimie industrielles de la ville de Paris, ele obteve um Ph.D. da Universidade de Paris, sob o título "La gastronomie moléculaire et physique".
Ele escreveu diversas publicações científicas, bem como vários livros sobre o assunto que pode ser entendida mesmo por aqueles que têm pouco ou nenhum conhecimento de química, quatro destes livros foram traduzidos para o inglês. Ele também colabora com a revista "Pour la Science", cujo objetivo é apresentar conceitos científicos para o público em geral e também é membro correspondente da "Académie d'agricultura de France", e, mais recentemente, o diretor científico do "Ciência e Cultura", que ele criou na Academia Francesa de Ciências. 